# 카르느 드 포르쿠 아 알렌테자나
카르느 드 포르쿠 아 알렌테자나(포르투갈어: carne de porco à alentejana→알렌테주식 돼지고기)는 포르투갈 알렌테주 지방의 요리이다. 카르느 드 포르쿠 콩 아메이조아스(포르투갈어: carne de porco com amêijoas→돼지고기와 조개)라고 부르기도 한다.